# 西本ひろ子
西本 ひろ子（にしもと ひろこ、1963年6月25日 - ）は、日本の元女優、元タレント。本名（旧姓名）および旧芸名、西本 浩子。
愛媛県今治市出身。愛媛県立今治西高等学校、明治大学政経学部卒業。テアトルアカデミーに所属していた。

## 来歴・人物
父親は、地元中学の教頭。アナウンサーを目指して上京するが、演技に興味を持つようになり、俳優の道を目指す。テレビドラマ『スチュワーデス物語』でデビュー。代表作は『電撃戦隊チェンジマン』の渚さやか（チェンジマーメイド）役で、スーパー戦隊シリーズでは初の女性ホワイト戦士である。
趣味・特技はテニス、英会話。
現在は芸能界を引退している。夫はTBSの広報局員で元同局アナウンサーでもあった岡田泰典。出会いのきっかけは、岡田も出演していたTBS『朝のホットライン』だった（西本はレポーターで出演していた）。

## 出演作品

### テレビドラマ
- スチュワーデス物語（1983年 - 1984年、TBS）
- 電撃戦隊チェンジマン（1985年 - 1986年、ANB） - 渚さやか / チェンジマーメイド、イカルスの母[5]
- 仮面ライダーBLACK 第29話「獲物はデスマスク」（1988年、MBS） - 田所君枝
- NEWジャングル 第3話「刑事が憎い」（1988年、NTV）

### その他のテレビ番組
- 朝のホットライン（TBS） - レポーター ※西生恵子名義[1]
- ジャンプ世界地理（NHK教育） - キャスター ※西生恵子名義

### 映画
- スーパー戦隊シリーズ - 渚さやか / チェンジマーメイド
  - 劇場版 電撃戦隊チェンジマン（1985年）
  - 電撃戦隊チェンジマン シャトルベース! 危機一髪!（1985年）

### CM
- クロネコヤマト「スキー宅急便」「ゴルフ宅急便」
- 白石バイオクガソリン

### オリジナルビデオ
- 東映スーパーギャルズメイト（1987年）
- セーラー服刑事 第5巻（1987年） - 女性マネージャー